# Grande Prêmio do Canadá de 1977
Resultados do Grande Prêmio do Canadá de Fórmula 1 realizado em Mosport Park em 9 de outubro de 1977. Décima sexta etapa da temporada, nele o sul-africano Jody Scheckter conquistou a última vitória da Wolf-Ford.

## Classificação da prova
| Pos. | Nº | Piloto                | Construtor         | Voltas | Tempo/Diferença        | Grid | Pontos |
| ---- | -- | --------------------- | ------------------ | ------ | ---------------------- | ---- | ------ |
| 1    | 20 | Jody Scheckter        | Wolf-Ford          | 80     | 1:40:00.00             | 9    | 9      |
| 2    | 4  | Patrick Depailler     | Tyrrell-Ford       | 80     | + 6.77                 | 6    | 6      |
| 3    | 2  | Jochen Mass           | McLaren-Ford       | 80     | + 15.76                | 5    | 4      |
| 4    | 17 | Alan Jones            | Shadow-Ford        | 80     | + 46.69                | 7    | 3      |
| 5    | 23 | Patrick Tambay        | Ensign-Ford        | 80     | + 1:03.26              | 16   | 2      |
| 6    | 19 | Vittorio Brambilla    | Surtees-Ford       | 78     | Acidente               | 15   | 1      |
| 7    | 14 | Danny Ongais          | Penske-Ford        | 78     | +2 voltas              | 22   |        |
| 8    | 9  | Alex Dias Ribeiro     | March-Ford         | 78     | +2 voltas              | 23   |        |
| 9    | 5  | Mario Andretti        | Lotus-Ford         | 77     | Motor                  | 1    |        |
| 10   | 16 | Riccardo Patrese      | Shadow-Ford        | 76     | Spun Off               | 8    |        |
| 11   | 30 | Brett Lunger          | McLaren-Ford       | 76     | Motor                  | 20   |        |
| 12   | 21 | Gilles Villeneuve     | Ferrari            | 76     | Transmissão            | 17   |        |
| Ret  | 1  | James Hunt            | McLaren-Ford       | 61     | Acidente               | 2    |        |
| Ret  | 27 | Patrick Nève          | March-Ford         | 56     | Motor                  | 21   |        |
| Ret  | 3  | Ronnie Peterson       | Tyrrell-Ford       | 34     | Vazamento de gasolina  | 3    |        |
| Ret  | 24 | Rupert Keegan         | Hesketh-Ford       | 32     | Acidente               | 25   |        |
| Ret  | 18 | Hans Binder           | Surtees-Ford       | 31     | Acidente               | 24   |        |
| Ret  | 10 | Ian Scheckter         | March-Ford         | 29     | Motor                  | 18   |        |
| Ret  | 28 | Emerson Fittipaldi    | Fittipaldi-Ford    | 29     | Motor                  | 19   |        |
| Ret  | 12 | Carlos Reutemann      | Ferrari            | 20     | Sistema de combustível | 12   |        |
| Ret  | 8  | Hans-Joachim Stuck    | Brabham-Alfa Romeo | 19     | Motor                  | 13   |        |
| Ret  | 6  | Gunnar Nilsson        | Lotus-Ford         | 17     | Acidente               | 4    |        |
| Ret  | 26 | Jacques Laffite       | Ligier-Matra       | 12     | Transmissão            | 11   |        |
| Ret  | 7  | John Watson           | Brabham-Alfa Romeo | 1      | Suspensão              | 10   |        |
| Ret  | 22 | Clay Regazzoni        | Ensign-Ford        | 0      | Acidente               | 14   |        |
| DNS  | 25 | Ian Ashley            | Hesketh-Ford       |        | Piloto machucado       |      |        |
| DNQ  | 15 | Jean-Pierre Jabouille | Renault            |        |                        |      |        |

## Tabela do campeonato após a corrida
| Pos. | Piloto           | Pontos |
| ---- | ---------------- | ------ |
| 1    | Niki Lauda       | 72     |
| 2    | Jody Scheckter   | 55     |
| 3    | Mario Andretti   | 47     |
| 4    | Carlos Reutemann | 36     |
| 5    | James Hunt       | 31     |

| Pos. | Construtor         | Pontos  |
| ---- | ------------------ | ------- |
| 1    | Ferrari            | 89 (91) |
| 2    | Lotus-Ford         | 62      |
| 3    | Wolf-Ford          | 55      |
| 4    | McLaren-Ford       | 51      |
| 5    | Brabham-Alfa Romeo | 27      |

- Nota: Somente as primeiras cinco posições estão listadas e os campeões da temporada surgem grafados em negrito. As dezessete etapas de 1977 foram divididas em um bloco de nove e outro de oito corridas onde cada piloto descartava um resultado por bloco e no mundial de construtores computava-se apenas o melhor resultado de cada equipe por prova.